# Kordelierzy
Kordelierzy (Cordeliers; od la corde – sznur) – klub polityczny z okresu rewolucji francuskiej założony 27 kwietnia 1790 roku w Paryżu. Jego pełna nazwa brzmiała Stowarzyszenie Przyjaciół Praw Człowieka i Obywatela (Société des Amis des droits de l'homme et du citoyen). W początkowym okresie rewolucji kordelierzy stanowili najbardziej radykalny blok lewicowy, żądając jako pierwsi ustanowienia republiki. Wkrótce podzielili się (nieformalnie) na dwa stronnictwa - radykalne, zwane hebertystami, i umiarkowane, zwane dantonistami. Niemal do końca współdziałali z jakobinami. W marcu roku 1794 doszło do trwałego rozłamu w klubie, w wyniku czego stronnictwo hebertystów upadło, a ich liderzy zostali zgilotynowani. Dantoniści zaś już kilka dni później stali się obiektem ataku jakobinów. W kwietniu, po zaaranżowanym procesie, główni przywódcy kordelierów zostali zgilotynowani, a klub rozwiązano.
Główni liderzy:
- Georges Danton (przewodniczący)
- Jean-Paul Marat
- Camille Desmoulins
- Jacques René Hébert
- Philippe Fabre d’Églantine
- Pierre Gaspard Chaumette
- Antoine François Momoro
- Marie-Jean Hérault de Séchelles
- Marie-Joseph Chénier
- Pierre François Robert
- Isaac Le Chapelier